# Vkusno i tochka
Vkusno — i tochka (en ruso: Вкусно — и точка; traducible como «Sabroso y punto») es una franquicia de restaurantes de comida rápida con sede en Moscú, Rusia. Sus principales productos son las hamburguesas y las papas fritas. La empresa fue fundada en 2022 a raíz del cierre de McDonald's en el país por la invasión rusa de Ucrania; después de que la multinacional suspendiera sus operaciones en Rusia como consecuencia de la guerra, en mayo confirmó la venta del negocio a Alexsandr Govor, un franquiciado de Siberia, quien ha mantenido abiertos los restaurantes con una nueva imagen corporativa y ligeros cambios en el menú.

## Historia

### Antecedentes

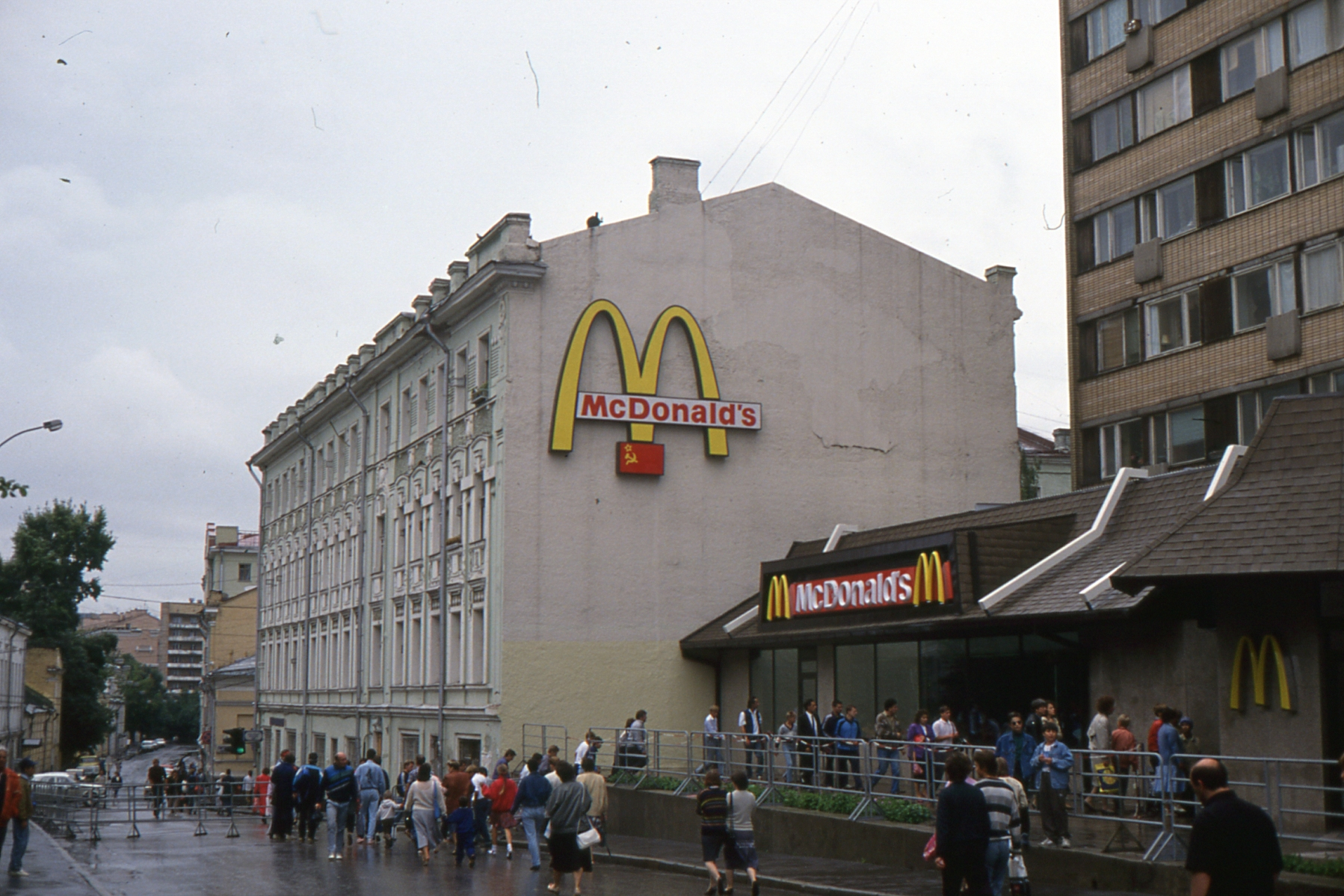
El primer McDonald's ruso en la plaza Pushkin de Moscú (1991).

Vkusno i tochka tiene su origen en la franquicia rusa de McDonald's, que operó en ese país desde 1990 hasta 2022.
La llegada de McDonald's a Rusia se produjo en 1990, en los últimos años de vida de la Unión Soviética. A finales de 1979 ya hubo rumores sobre una posible apertura de dos restaurantes temporales, con motivo de los Juegos Olímpicos de Moscú 1980, que estaba impulsada por la franquicia de McDonald's en Canadá. Sin embargo, el alcalde moscovita Vladimir Promyslov impidió que eso ocurriera y la multinacional occidental no pudo convertirse en proveedor oficial. No fue hasta mediados de los años 1980, con la apertura económica impulsada por el líder Mijaíl Gorbachov, cuando los países occidentales tuvieron una mayor libertad para invertir en territorio soviético.
Después de catorce años de planificación y negociación, el presidente de McDonald's Canadá, George Cohon, tuvo permiso para abrir el primer McDonald's en la URSS. La entrada de la icónica marca estadounidense fue interpretada en su época como un símbolo de la irrupción capitalista en el estado comunista. El primer restaurante abrió sus puertas el 31 de enero de 1990 en la plaza Pushkin de Moscú, en la RSFS de Rusia, y tuvo tal éxito que en su primer día atendió a más de 38 000 personas. Después de la disolución de la URSS, la franquicia logró expandirse con rapidez por todo Rusia con más de 30 restaurantes en 1998, en su mayoría franquicias supervisadas por la matriz canadiense.
A comienzos de 2022, Rusia tenía más de 850 restaurantes de McDonald's con una plantilla de 62 000 empleados, además de contar con acuerdos exclusivos de proveedores; el 84% de las ubicaciones eran de propiedad corporativa y el resto eran franquicias.

### Inauguración
A raíz de la invasión rusa de Ucrania en febrero de 2022 y las distintas sanciones económicas contra Rusia, muchas empresas occidentales suspendieron sus operaciones en ese país. Si bien McDonald's mantuvo abierto su negocio durante las primeras semanas, una medida muy criticada por la opinión pública de Occidente, el 8 de marzo de 2022 comunicó la «suspensión temporal» de las operaciones en ese país. Al mismo tiempo confirmó que mantendría el salario de todos sus empleados mientras los 850 restaurantes permanecen cerrados.

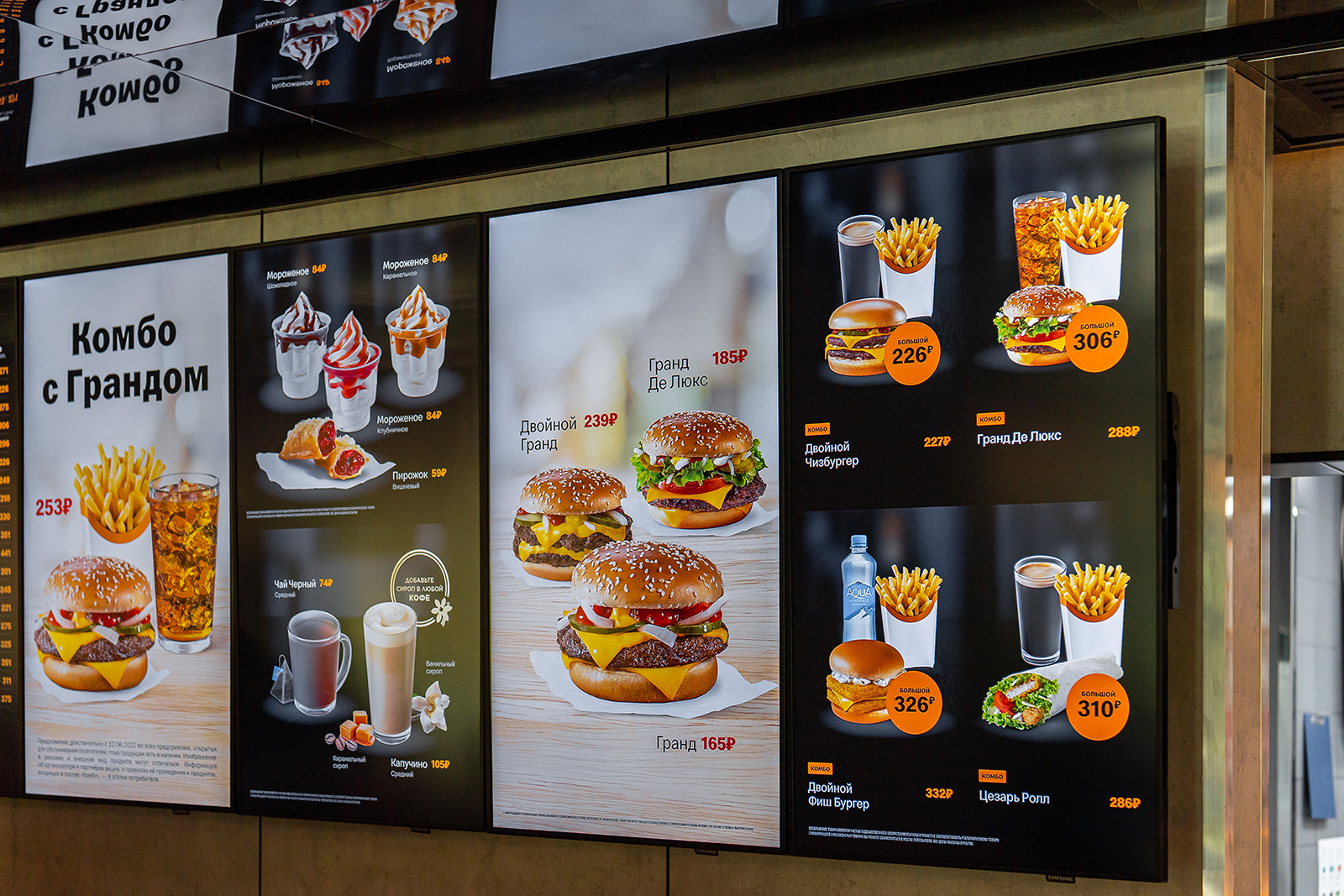
Panel del menú en la inauguración del primer restaurante (2022)

El 16 de mayo de 2022, McDonald's confirmó su salida de Rusia y la venta de todos los restaurantes del grupo a Alexsandr Govor, uno de los franquiciadores de la hamburguesería en Siberia. Poco después, Govor anunció la reapertura bajo una nueva marca rusa, Vkusno i tochka (en español, «sabroso y punto»), gestionada por el grupo PBO System LLC. Oleg Paroyev, el anterior director general de McDonald's en Rusia, se mantuvo al frente como responsable de la nueva empresa. McDonald's se aseguró una opción de recompra del grupo durante los siguientes quince años.
Vkusno i tochka inició su actividad el 12 de junio de 2022 con la apertura de quince locales en Moscú, seguida por un plan progresivo de adaptación del resto de franquicias en el país. Al día siguiente, 50 restaurantes más se inauguraron en Moscú y la región.

## Expansión

### Bielorrusia

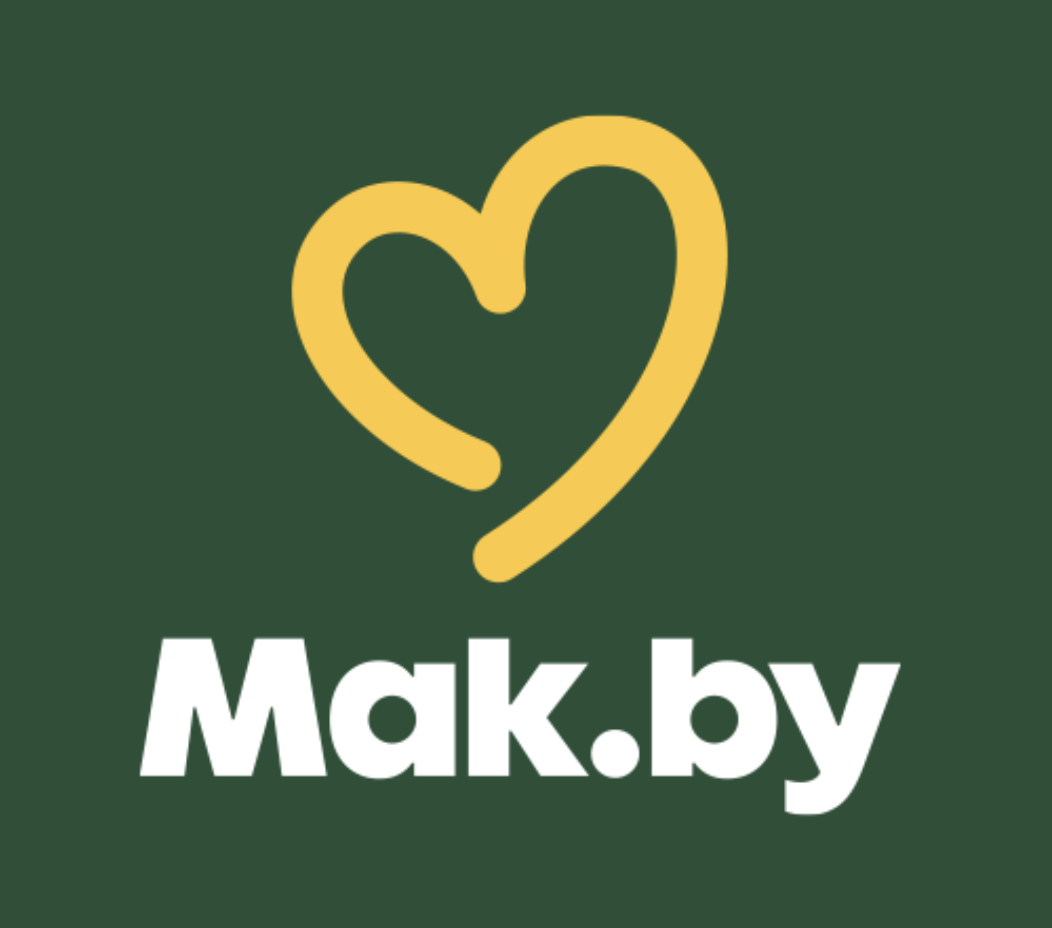
Mak.by (Bielorrusia)

En noviembre de 2022, se anunció que McDonald's abandonaría Bielorrusia el 22 de noviembre y que la cadena rusa de comida rápida Vkusno i tochka ocuparía su lugar. Sin embargo, esto no ocurrió, y las operaciones de McDonald's se extendieron hasta el 27 de noviembre. Desde entonces, los restaurantes operaron bajo el slogan ¡Estamos abiertos!
A principios de abril de 2023, KSB Victory Restaurants, operador de McDonald's en el país, presentó una solicitud de registro del nombre y la marca comercial Mak.by. El 18 de abril de 2023, la cadena de restaurantes pasó a llamarse Mak.by.

### Kazajistán
En enero de 2023, McDonald's cerró sus restaurantes en Kazajistán, presumiblemente debido a problemas de suministro. Sus restaurantes, operados por Food Solutions KZ, fueron posteriormente rebautizados como МыОткрыты. Desde agosto, la cadena operaba con diferentes nombres, basados en los nombres de los empleados de la compañía. El 23 de noviembre, fueron rebautizados como I'm.
Vkusno i tochka no funcionará bajo su marca en Kazajistán debido a los términos del contrato con McDonald's. Sin embargo, Vkusno i tochka solicitó registrar su marca.

### China y Abjasia
En junio y septiembre de 2023, respectivamente, se informó que la compañía está considerando abrir restaurantes en Abjasia, un territorio en disputa reconocido por la comunidad internacional como parte de Georgia, y China.

## Productos
El menú de Vkusno i tochka está compuesto por hamburguesas, papas fritas, batidos, helados, refrescos y menús de desayuno. La gama de productos es casi idéntica a la de McDonald's: el equivalente de la hamburguesa Big Tasty es el «Big Special», mientras que el cuarto de libra se llama «Gran Deluxe». De acuerdo con el director general del grupo, los menús tienen los mismos ingredientes y la misma receta utilizada cuando McDonald's operaba los restaurantes, pero servida bajo una marca y envases diferentes.